# Edmond de Bourg (mort en 1338)

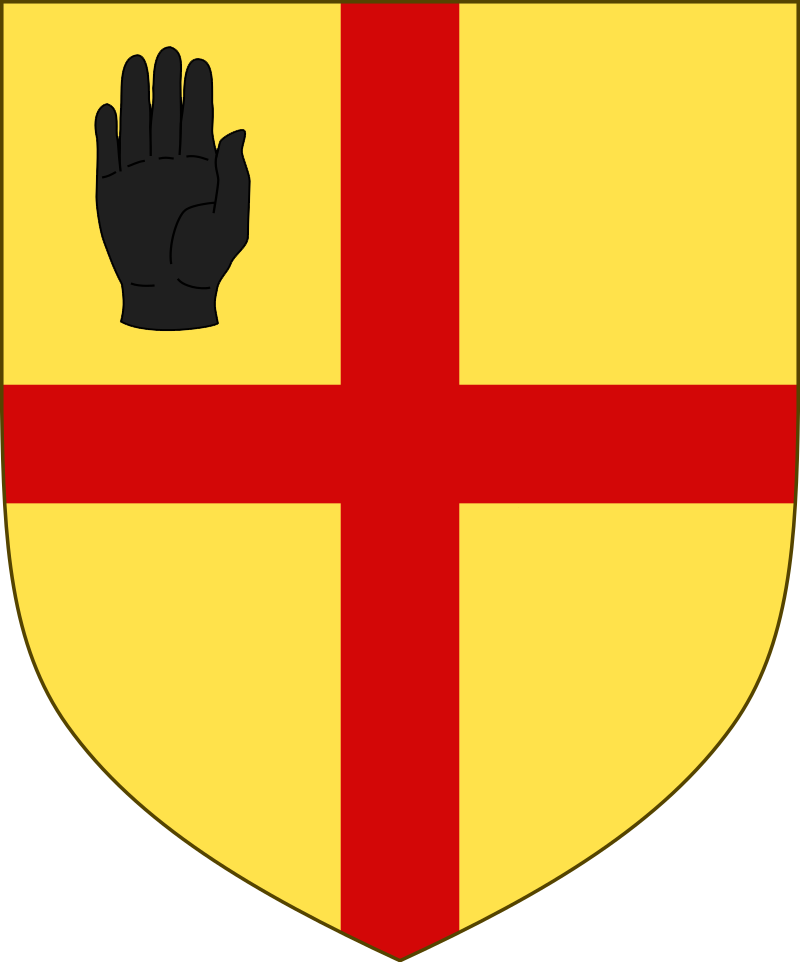

Edmond de Bourg, aussi appelé Edmond de Burgh en anglais (1298-1338), était le cinquième et dernier fils survivant de Richard de Bourg, dit le Comte Rouge, seigneur de Connaught et comte d'Ulster.

## Biographie
En 1333, après le meurtre de son neveu Guillaume le Comte Brun, Edmond de Bourg tente de maintenir les droits sur le Connaught de l’héritière Élisabeth, fille unique du défunt qui était élevée en Angleterre à la cour du roi Édouard III d'Angleterre dans l’attente d’épouser son second fils, Lionel d'Anvers.
Edmond de Bourg, qui était le chef du « ClanWilliam », s’oppose rapidement à deux de ses cousins de la branche cadette de la famille de Bourg, les « Mac William » : Edmund l'Écossais et Ulick Burke, tous deux fils de Guillaume le Gris, mort en 1324, et qui s’appuient sur le droit gaélique de transmission du patrimoine en ligne masculine et refusent de reconnaître les droits d’Elisabeth.
Pendant le conflit dit « Guerre Civile des Bourg (1333-1338) » auquel s’engage Edmond, ce dernier s’appuie sur la place force de Castelconnell près de Limerick. En 1338, Edmond est capturé par trahison pendant qu’il visitait un monastère par les hommes de son cousin et homonyme, Edmond l'Écossais. Il est interné à Oilean-an-lara baptisée depuis l’île du Comte (Earl Island) et noyé dans le Lough Mask dans un sac rempli de pierres par ses gardiens de la famille Stauton.

## Union et descendancee
Comme de nombreux membres de sa famille, Edmond de Bourg avait épousé une princesse irlandaise, Slainy O’Brien, fille de Thoirdelbach mac Taigd Cael Uisce Ó Briain, roi de Thomond de 1276 à 1306 dont quatre fils survivants :
- Richard († 1365) ;
- William († 1380) ;
- Edmond († 1373) ;
- David († 1387).

## Sources
- (en) Cet article est partiellement ou en totalité issu de l’article de Wikipédia en anglais intitulé « Edmond de Burgh » (voir la liste des auteurs), édition du 3 décembre 2008.